# Stvar
Stvár je nosilni predmet stvarnega prava. Stvar je samostojen telesni predmet, ki ga človek lahko obvladuje. Za stvar se štejejo tudi različne oblike energije in valovanja, ki jih človek lahko obvladuje (15. člena Stvarnopravnega zakonika). Za potrebe življenjskih situacij se stvar deli na več kategorij.

## Sestavljena stvar
Sestavljena stvar je povezava več samostojnih stvari, ki s tem gospodarsko postanejo del sestavljene stvari. Stvar, ki je ob povezavi prenehala biti samostojna, se imenuje sestavina. Primer je opeka, vzidana v zid hiše. Vzidava opeke pomeni prenehanje samostojnosti opeke do razidave oziroma rušenja zidu. Hiša je namreč sestavljena in kot samostojna stvar predmet lastninske in dugih stvarnih pravic.

## Zbirna stvar
Zbirna stvar je stvar, ki po splošnem prepričanju šteje za celoto in ima pravno gledano lastnost ene stvari. Primer paketa kart, para rokavic, ...

## Pritiklina
Pritiklina je samostojna stvar, ki je namenjena gospodarski rabi ali olepšanju glavne stvari. Je vselej premičnina. Vez med glavno stvarjo in pritiklino je funkcionalna in je predmet pravnega standarda. V dvomu in nejasnosti pritiklina deli usodo glavne stvari. Lastnik pritikline je kljub temu odnosu med stvarema lahko različen od lastnika glavne stvari.

## Nepremičnina
Nepremičnina je prostorsko odmerjen del zemeljske površine skupaj z vsemi sestavinami. Praviloma gre za zemljiško parcelo, kot je odmerjena po predpisih, ki veljajo za zemljiški kataster. Nepremičnine se v zemljiško knjigo vpisujejo s katastrskimi podatki. Glej tudi publicitetne znake.

## Javno dobro
Javno dobro je stvar, ki je namenjena splošni rabi.

## Premoženjska pravica
Premoženjska pravica je prenosljiva pravica, katere vrednost je moč izraziti v denarju. Status stvari ima kljub netelesnosti, a le za potrebe stvarne pravice in užitka.